# Lars Weissgerber
Lars Weissgerber (* 29. März 1997 in Saarlouis) ist ein deutscher Handballspieler.

## Karriere
Weissgerber begann mit dem Handball spielen bei seinem Heimatverein HC Überherrn. Von dort wechselte er in der D-Jugend zur HG Saarlouis, für die er auch im Jahr 2016 sein Debüt als aktiver Spieler gab. 2018 wechselte er zum Erstligisten HSG Wetzlar. Weissgerber warf in der Bundesliga-Saison 2021/22 58 Tore in 33 Ligaspielen. Lars Weissgerber (genannt „Whity“ oder „Lasse“) trägt die Trikotnummer 19 und ist ein 1,85 m großer Linkshänder. Weissgerber kehrte im Sommer 2023 zur HG Saarlouis zurück.
Für die deutsche Junioren-Handballnationalmannschaft stand Weissgerber auch schon auf dem Feld, wo er allerdings die Trikotnummer 9 trug.